# Tomáš Záborský
Tomáš Záborský (ur. 14 listopada 1987 w Trenczynie) – słowacki hokeista, reprezentant Słowacji, olimpijczyk.
Jego brat Matus (ur. 1993) także został hokeistą.

## Kariera
- HC Dukla Trenczyn U18 (2003-2005)
- HC Dukla Trenczyn U20 (2005-2006)
- HC Dukla Trenczyn (2003-2005)
- HK 95 Považská Bystrica (2005-2006)
- Saginaw Spirit (2006-2008)
- Hartford Wolf Pack (2008-2009)
- Charlotte Checkers (2008-2009)
- Dayton Bombers (2009)
- Ässät (2009-2012)
- Awangard Omsk (2012-2013)
- Saławat Jułajew Ufa (2013-2014)
- HIFK (2014-2016)
- Brynäs IF (2016-2017)
- Tappara (2017-2019)
- SaiPa (2019-2021)
- Bílí tygři Liberec (2021)
- Schwenninger Wild Wings (2021-2022)
- HK Poprad (2022-)

Wychowanek Dukli Trenczyn. Od połowy 2012 zawodnik Awangardu Omsk. Od połowy października 2013 zawodnik Saławatu Jułajew Ufa (w toku wymiany z Ufy do Omska trafił jego rodak Štefan Ružička). Od sierpnia 2014 do kwietnia 2017 zawodnik HIFK. Od maja 2016 zawodnik Brynäs IF. Od czerwca 2017 zawodnik Tappara. Od kwietnia 2019 zawodnik SaiPa. Pod koniec sierpnia 2021 ogłoszono jego transfer do Bílí tygři Liberec. W październiku 2021 przeszedł do niemieckiego Schwenninger Wild Wings. We wrześniu 2022 został zawodnikiem HK Poprad.
Uczestniczył w turniejach mistrzostw świata w 2013 oraz zimowych igrzysk olimpijskich 2014.

## Sukcesy
Klubowe
- Emile Francis Trophy: 2009 z Hartford Wolf Pack
- Srebrny medal mistrzostw Rosji: 2014 z Saławatem Jułajew Ufa
- Srebrny medal mistrzostw Szwecji: 2017 z Brynäs IF

Indywidualne
- SM-liiga (2010/2011):
  - Szóste miejsce w klasyfikacji strzelców w sezonie zasadniczym: 23 gole[12]
- SM-liiga (2011/2012):
  - Najlepszy zawodnik miesiąca: listopad 2011 i grudzień 2011
  - Pierwsze miejsce w klasyfikacji strzelców w sezonie zasadniczym: 35 goli[13] (Trofeum Aarnego Honkavaary)
  - Drugie miejsce w klasyfikacji kanadyjskiej w sezonie zasadniczym: 59 punktów[14]
  - Najlepszy zawodnik w sezonie zasadniczym (Trofeum Lasse Oksanena)
  - Najlepszy zawodnik sezonu – w głosowaniu graczy ligi (Kultainen kypärä (Złoty Kask))
  - Skład gwiazd sezonu
- Liiga (2015/2016):
  - Drugie miejsce w klasyfikacji strzelców w sezonie zasadniczym: 27 goli[15]
  - Czwarte miejsce w klasyfikacji kanadyjskiej w sezonie zasadniczym: 48 punktów[16]